# Pontida
Pontida este o comună din provincia Bergamo, Italia. În 2011 avea o populație de 3.210 de locuitori.

## Istoric
În 1167, la Pontida, în Lombardia, s-a semnat Jurământul de la Pontida, marcând întemeierea Ligii Lombarde, care va reuși să înfrângă nouă ani mai târziu pe împăratul Frederic I Barbarossa în bătălia de la Legnano.
Numele "Pontida" apare de multe ori în retorica secolului al XIX-lea, deoarece acest evenimente impresionant era utilizat de naționaliștii italieni ca inspirație pentru propria lor luptă.

## Demografie
Pontida - evoluția demografică

|  | Graficele sunt indisponibile din cauza unor probleme tehnice. Mai multe informații se găsesc la Phabricator și la wiki-ul MediaWiki. |

Date: Recensăminte sau birourile de statistică - grafică realizată de Wikipedia